# Женевске конвенције
| Потписници Женевске конвенције I - IV и Протокола I - III Потписници Женевске конвенције I - IV и Протокола I - II Потписници Женевске конвенције I - IV и Протокола I - III | Потписници Женевске конвенције I - IV и Протокола I Потписници Женевске конвенције I - IV и Протокола III Потписници Женевске конвенције I - IV , без Протокола |

Женевске конвенције су низ од четири међународна споразума потписаних у Женеви (1864, 1906, 1929. и 1949. год.), чиме су успостављени хуманитарни принципи по којима су земље потписнице обавезне да се понашају према непријатељским војницима и цивилима за време ратних сукоба. Конвенција из 1949. садржи нове одредбе за цивиле који падну у непријатељске руке, а герилским борцима дата је шира заштита кроз два амандмана из 1977. године. Кршење Женевских конвенција постојало је и постоји међу странама у свим сукобима. Из тих разлога формиран је Међународни суд правде као и ad hoc основани судови по одлукама УН.
Највећи допринос побољшању положаја рањеника, болесника и бродоломника свакако је учињен усвајањем Женевске конвенције из 1949. године. Првом Женевском конвенцијом значајно је проширена заштита рањеника и болесника у оружаним сукобима на копну док је Другом женевском конвенцијом побољшана протекција рањеника, болесника и бродоломника који се нађу на мору. Међутим, ове конвенције су ограничиле заштиту превасходно на рањенике, болеснике и бродоломнике у оружаним снагама а њихов главни недостатак био је у томе што наведени појмови нису били прецизно дефинисани услед чега је био споран и домашај релевантних одредби. Ови недостаци отклоњени су допунским протоколом I који у члану 8 детаљно дефинише ове термине и проширује круг лица на које се заштита односи:
 Под изразом рањени и болесни подразумевају се лица, војна или цивилна, којима је због повреде, болести или других физичких или менталних поремећаја или тешкоћа потребна лекарска помоћ или нега и која се уздржавају од сваког акта непријатељства. Под овим изразима подразумевају се такође жене на порођају, новорођенчад и друга лица којима је неопходна лекарска помоћ или нега, као што су нејаки и труднице и који се уздржавају од сваког акта непријатељстава. Под изразом бродоломници подразумевају се лица, војна или цивилна, која се налазе у опасности на мору или у другим водама као последица несреће која је задесила њих или брод или ваздухоплов на којем се налазе и која се уздржавају од сваког акта непријатељства. Ова лица, под условом да се и даље уздржавају од сваког акта непријатељства сматрају се бродоломницима и за време спасавања све док не стекну неки други статус на основу Конвенције или овог протокола.— члан 8 Допунског протокола Женевске конвенције
Као што се види, Протоколом су изједначена војна и цивилна лица. Ипак, треба имати у виду да рањеници, болесници и бродоломници који припадају оружаним снагама, за разлику од цивила истог статуса, након што падну у руке непријатељу добијају статус ратних заробљеника, тако да се могу користити кумулативном заштитом. Што се саме заштите тиче, предвиђено је да ова лица у свакој прилици буду поштована и заштићена. Са њима се у свакој прилици мора поступати хумано, и мора им бити пружена, у што краћем року и без икакве дискриминације, лекарска помоћ и нега коју захтева њихово стање. Изричито су забрањена угрожавања њихових живота и личности, а нарочито убиства, мучење или вршење биолошких експеримената. Позитивне обавезе укључују дужност проналажења и прикупљања непријатељевих рањеника, болесника и бродоломника и пружање неге овим лицима. У те сврхе војна власт може позвати на милосрђе становништво ради добровољног прикупљања и неговања ових лица, као и заповеднике неутралних трговачких бродова, ради преузимања и неговања рањеника, болесника и бродоломника као и ради прикупљања мртвих. Такође, предвиђена је обавеза страна у сукобу да у што краћем року идентификују и попишу рањенике, болеснике и бродоломнике и мртве који су пали под њихову власт, и да преко својих националних бироа, ове податке доставе Централном бироу Међународног комитета Црвеног крста у Женеви.

## Историја
Швајцарски бизнисмен Анри Динан је посетио рањене војнике након битке код Солферина 1859. године. Био је шокиран недостатком објеката, особља и медицинске помоћи која би била на располагању тим војницима. Као резултат тога, објавио је књигу Сећање на Солферино 1862. године, која се бави страхотама рата. Његова ратна искуства инспирисала су Динанта да предложи:
- Оснивање сталне агенције за хуманитарну помоћ у време рата
- Уговор влада којим се признаје неутралност те агенције и омогућава јој се да пружи помоћ у ратној зони

Први предлог је довео до успостављања Црвеног крста у Женеви. Други је довео до Прве Женевске конвенције из 1864. године, првог кодификованог међународног уговора који је покривао болесне и рањене војнике на бојном пољу. Дана 22. августа 1866. је Швајцарска влада позвала владе свих европских земаља, као и Сједињених Држава, Бразила и Мексика, да присуствују званичној дипломатској конференцији. Шеснаест земаља послало је укупно 26 делегата у Женеву. Конференција је 22. августа 1864. усвојила прву Женевску конвенцију „за побољшање стања рањених у војсци на бојном пољу”. Представници 12 држава и краљевстава потписали су конвенцију:
- Швајцарска
- Велико војводство Баден
- Краљевина Белгија
- Краљевина Данска
- Друго француско царство
- Велико војводство Хесен
- Краљевина Италија
- Краљевина Холандија
- Краљевина Португалија
- Краљевина Пруска
- Краљевина Шпанија
- Краљевина Виртемберг

За ова два достигнућа, Анри Динан је био награђен Нобеловом наградом за мир 1901. године.